# Зенкенберг, Ренат Карл
Ренат Леопольд Христиан Карл, барон фон Зенкенберг (нем. Renatus Leopold Christian Karl Freiherr von Senkenberg; 23 мая 1751 — 18 декабря 1800) — публицист, правовед.

## Биография
Родился в Вене 23 мая 1751 года в семье Генриха Христиана Зенкенберга и его второй жены Софи Элизабет фон Пальм. В 1768 году поступил в Геттингенский университет и изучал юридические и исторические науки в Страсбурге.
В 1772 году начал практику в имперском камеральном суде в Вецларе, но вынужден был оставить это место. В 1774 году совершил путешествие по Италии. В 1775 году стал экспертом в правительстве Гессена. 
В 1778 году вернулся в Вену и оказался под подозрением в полиции. После длительного тюремного заключения был выслан из Австрии и вернулся в Гессен. С 1780 по 1784 год был адвокатом правительства, а после остался жить в Гессене как частное лицо.
Он умер 18 декабря 1800 года, завещав всю свою библиотеку университетской библиотеке и университету Гессена.
Продолжатель начатой Геберлином «Deutsche Reichsgeschichte» (т. 21-27, Франкф. 1798—1799). В области права ему принадлежит исследование: «Meditationes maximam in partem jundicae quinque, cum mantissis quibusdain» (Вецлар, 1789).